# 伯靈頓鎮區 (堪薩斯州科菲縣)
伯靈頓鎮區（英語：Burlington Township）為美國堪薩斯州科菲縣轄下的鎮區。2010年美国人口普查中該鎮區人口有341人。

## 地理
伯靈頓鎮區涵蓋面積80.64平方（31.14平方英里），境內設有一座城市：伯靈頓（縣治）。

### 墓園
根據美國地質調查局的資料，此鎮區擁有4座墓園：
- 各各墓園（Calvary Cemetery）
- 科拉希爾墓園（Cola Hill Cemetery）
- 格雷斯蘭墓園（Graceland Cemetery）
- 芒特霍普墓園（Mount Hope Cemetery）

### 溪流
通過此鎮區的溪流有：
- 羅克溪（Rock Creek）

## 人口統計
根據2010年美國人口普查，伯靈頓鎮區人口有341人，住房136戶，人口密度為4.23人/每平方公里。此鎮區居民之種族中，白人佔97.07%，非裔美國人佔0.59%，美洲原住民佔0.59%，亞裔美國人佔0%，太平洋島裔美國人佔0%，其他種族佔0.29%，混血種族則佔1.47%。而西班牙裔或拉丁裔美國人佔此鎮區人口的3.52%。

## 外部連結
- City-Data.com（页面存档备份，存于）